# Ringsö, Nyköpings kommun
Ringsö är en ö i Bälinge socken i Nyköpings skärgård med en där liggande by med samma namn. Ön har en yta på 7,48 kvadratkilometer.
Ringsö har varit bebott sedan medeltiden och omtalas i Kung Valdemars segelled. Byn som ligger på öns södra del upptas med två hemman i Nils Bosson Grips jordebok från 1509.  Senare har Ringsö haft sex gårdar. Det har även funnits lotshemman på ön.
Byn på Ringsö består av omkring 15 byggnader samlade kring två gårdstun. Västergården rymmer två enkelstugor och en bod, Östergården en parstuga, ett mindre bostadshus och en timrad bod, allt troligen uppfört under 1800-talet. Till Östergården hör även en ladugårds- och logbyggnad från 1889 samt ett äldre fähus och till Västergården en loge från 1898 och en ladugård från 1928. Norr om byn ligger en undantagsstuga uppförd kring sekelskiftet 1900. Byns sjöbodar och båthus är samlade på byns östra sida vid Österboda. Sydväst om byn finns en lintorkningsgrop.
I äldre tid tillhörde Ringsö Björksund men friköptes på 1950-talet. Det fanns då en exploateringsplan för uppförande av 300 fritidshus på ön, men den nye ägaren valde att låta Ringsö förbli oexploaterat. Fram till början av 2000-talet bedrevs jordbruk på ön. Ringsö med en del kringliggande öar ingår sedan 1980 i Ringsö naturreservat.